# Easy Rider
Easy Rider és una pel·lícula estatunidenca dirigida per Dennis Hopper el 1969.

## Argument
Aquesta pel·lícula és una road movie que s'ha fet des de l'emblema de la generació hippy dels anys 60. Conta l'escapada de dos joves motoristes, Wyatt (Peter Fonda) i Billy (Dennis Hopper), que després d'haver venut una gran quantitat de droga, decideixen anar a Nova Orleans per veure el Mardi Gras. Durant la seva travessia pels Estats Units, els protagonistes trobaran una comunitat hippy i el seu estil de vida. Per participar il·legalment en una desfilada, els envien a la presó on troben George Hanson (Jack Nicholson), que se'ls ajunta. Els tres col·legues descobriran llavors l'Amèrica profunda, racista i conservadora, que refusa l'evolució dels anys 60.

## Repartiment
- Peter Fonda: Wyatt (Capità Amèrica)
- Dennis Hopper: Billy
- Antonio Mendoza: Jesus
- Phil Spector: Connection
- Jack Nicholson: Georges Hanson
- Robert Walker Jr. (al crèdits Robert Walker): Jack
- Luke Askew: L'estranger a l'autopista

## Al voltant de la pel·lícula
- Quatre motos van ser customitzades (com una chopper) per a la pel·lícula: una es va cremar durant la pel·lícula, les altres tres van ser robades abans que acabes la pel·lícula.
- Durant l'escena de la vetllada nocturna al voltant del foc, Peter Fonda, Dennis Hopper i Jack Nicholson van fumar realment cànnabis.
- Per escriure aquesta pel·lícula, Peter Fonda i Dennis Hopper es van inspirar en el II sorpasso) de Dino Risi, pel·lícula italiana del 1962.
- Aquesta pel·lícula és el road movie dels road movies, la pel·lícula d'una generació.

## Llegat i influencia

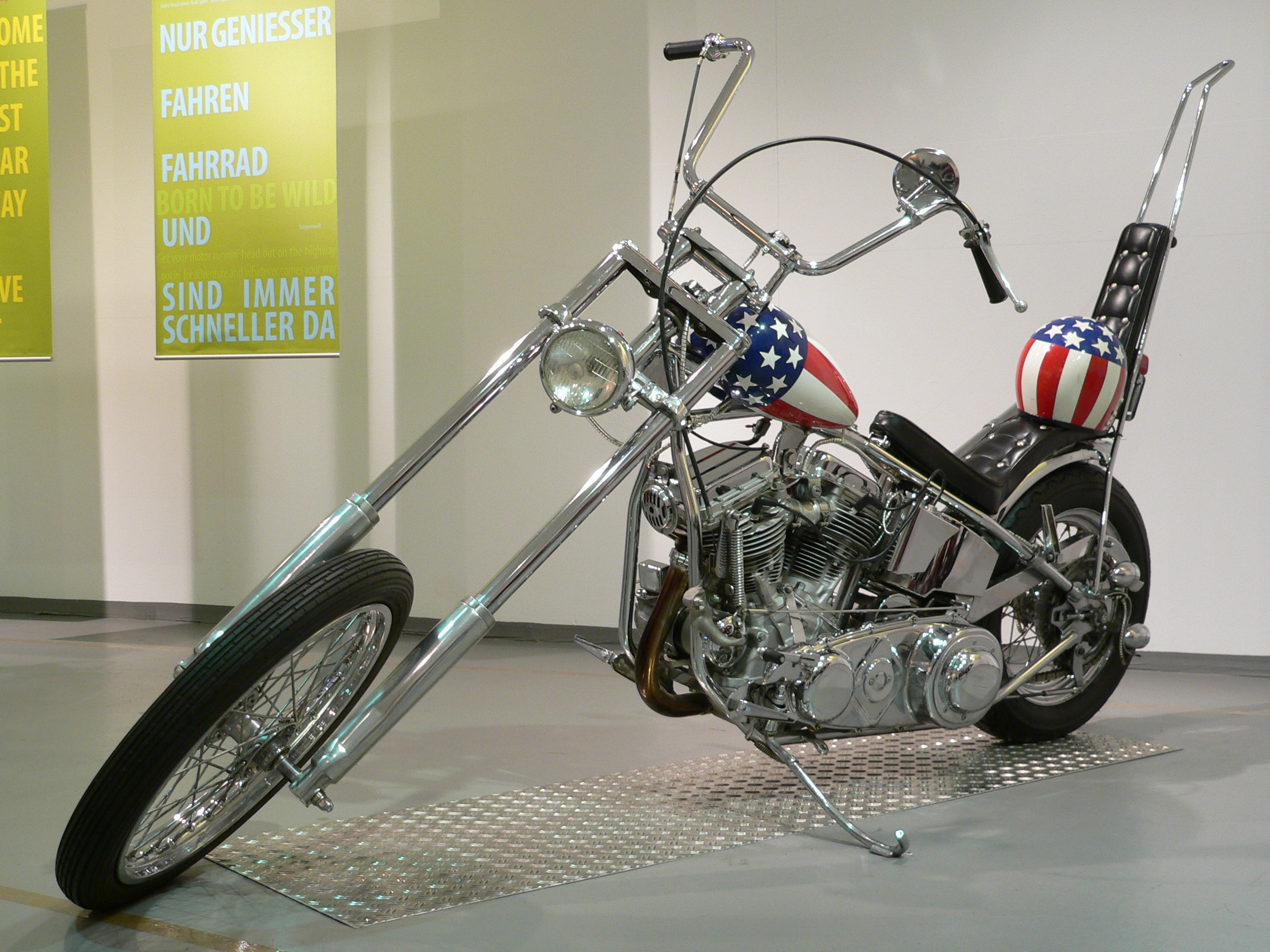
La muntura de Peter Fonda a la pel·lícula

La seva importància històrica és indiscutible i es va convertir en un dels precedents i principal propulsor del nou cinema nord-americà que es va fer a la dècada de 1970.Junt amb Bonnie i Clyde i El Graduat, Easy Rider va ajudar a posar en marxa l'era del Nou Hollywood durant finals de la dècada de 1960 i la dècada de 1970. Els grans estudis es van adonar que es podien guanyar diners amb pel·lícules de baix pressupost realitzades per directors d'avantguarda. Molt influenciades per la Nova Onada francesa, les pel·lícules de l'anomenat "Hollywood postclàssic" van arribar a representar una generació contracultural cada vegada més desil·lusionada amb el seu govern,(amb temes com la guerra de Vietnam durant el mandat de Richard Nixon), així com amb els efectes d'aquest al món i l'establishment en general.
Encara que Jack Nicholson només apareix com a actor secundari i en l'última meitat de la pel·lícula, la seva destacada actuació va marcar el seu inici com a estrella de cinema, juntament amb la seva posterior pel·lícula Five Easy Pieces, en què va tenir el paper principal. El vicepresident Spiro Agnew va criticar Easy Rider, juntament amb la banda Jefferson Airplane, com a exemples de la permissivitat de la contracultura ''hippie'' dels anys 60.
L'èxit de la pel·lícula, i la nova era de Hollywood que va ajudar a inaugurar, van donar a Hopper l'oportunitat de tornar a dirigir amb un control artístic total. El resultat va ser The Last Movie (L'última pel·lícula), del 1971, que va ser un notable fracàs de taquilla i amb la crítica, i que va posar fi a la carrera de Hopper com a director durant més d'una dècada. També va donar a Fonda l'oportunitat de dirigir amb The Hired Hand (1971), encara que poques vegades va tornar a produir.

## Premis i nominacions

### Premis
- 1969 Premi a la millor òpera prima al Festival Internacional de Cinema de Canes per Dennis Hopper
- 1970 Oscar al millor guió original (Peter Fonda, Dennis Hopper, Terry Southern)[4]

### Nominacions
- 1970 Oscar al millor actor secundari (Jack Nicholson)[4]
- 1970 Globus d'Or al millor actor secundari (Jack Nicholson)[4]

## Banda sonora
1. Steppenwolf – The Pusher
2. Steppenwolf – Born to Be Wild
3. Smith – The Weight
4. The Byrds – Wasn't Born to Follow
5. The Holy Modal Rounders – If You Want to Be a Bird
6. Fraternity of Man – Don't Bogart Me
7. The Jimi Hendrix Experience – If 6 Was 9
8. The Electric Prunes – Kyrie Eleison (When The Saints)
9. Roger McGuinn – It's Alright Ma (I'm Only Bleeding)
10. Roger McGuinn – Ballad of Easy Rider

Easy Rider va ser igualment el títol d'una composició del grup Iron Butterfly, durant els anys 60, i d'un àlbum dels Byrds contenint el tros gravat per a la pel·lícula.